# Pantoporia tadema
Pantoporia tadema är en fjärilsart som beskrevs av Hans Fruhstorfer 1908. Pantoporia tadema ingår i släktet Pantoporia och familjen praktfjärilar. Inga underarter finns listade i Catalogue of Life.